# قانون تابعیت مالزی
قانون تابعیت مالزی (انگلیسی: Malaysian nationality law) شرایطی را که بر اساس آن یک فرد دارای تابعیت مالزی است مشخص می‌کند. قانون اصلی تعیین‌کننده الزامات تابعیت، قانون اساسی مالزی است که از روز ۲۷ اوت ۱۹۵۷ اجرایی شد.
تمام افرادی که بین روزهای ۳۱ اوت ۱۹۵۷ تا ۱ اکتبر ۱۹۶۲ در مالزی متولد شده‌اند، بدون در نظر گرفتن تابعیت والدین خود و تنها بر اساس شرط تولد خود در مالزی، به صورت خودکار حائز دریافت شهروندی می‌شوند. افرادی که بعد از این دورهٔ زمانی در کشور متولد شده‌اند در صورتی بر اساس تولد خود حائز شهروندی می‌شوند که حداقل یکی از والدین آنها، شهروند مالزی باشد. اتباع خارجی بعد از اقامت در مالزی دست کم به مدت ۱۰ سال، چشم پوشی کردن از هرگونه ملیت قبلی که داشته‌اند و نمایش مهارت خود در زبان مالایی، ممکن است با اعطای تابعیت، شهروندی مالزی را کسب کنند. 

## تصاحب یا از دست دادن شهروندی
برخورداری بر اساس تولد یا نژاد
تمام افرادی که بین روز ۳۱ اوت ۱۹۵۷ تا ۱ اکتبر ۱۹۶۲ در مالزی بدنیا آمده‌اند، بدون در نظر گرفتن تابعیت والدین آنها به‌طور خودکار شهروند مالزی محسوب می‌شوند. تمام افرادی که بعد از آن تاریخ در کشور بدنیا آمده‌اند در صورتی که یکی از والدین او شهروند مالزی بوده باشد و والدین او هنگام تولد به صورت قانونی زن و شوهر بوده‌اند، در بدو تولد شهروند مالزی محسوب می‌گردند.
کودکانی که به خاطر ازدواج والدین در خارج از کشور متولد شده‌اند، اگر یکی از والدین آنها شهروند مالزی باشد بر پایه اصل و نسب واجد شرایط شهروندی می‌شوند. تولد این نوع افراد که واجد شرایط شهروندی هستند باید در طی یک سال پس از تولد در سفارتخانه‌های مالزی ثبت شود تا این امر به آنها اعطاء گردد. افرادی که قبل از ۱ ژوئن ۲۰۱۰ از والدینی که به‌طور رسمی با هم ازدواج کرده‌اند به دنیا آمده‌اند، اگر پدر او شهروند مالزی باشد می‌تواند بر پایه اصل و نسب شهروندی را بدست آورد.
افرادی که والدین او هنگام تولد به صورت رسمی با هم ازدواج نکرده باشند به‌طور پیش فرض شهروندی مادر برای آنها در نظر گرفته می‌شود. بچه ای که والدین او با یکدیگر به صورت رسمی ازدواج نکرده‌اند یا ازدواج آنها در قانون مالزی به رسمیت شناخته نشده باشد و پدرش مالزیایی است و مادرش شهروند مالزی نیست، نمی‌تواند بر پایه اصل و نسب شهروندی را کسب کند. هرچند، می‌توانند بر پایه ثبت شهروندی در صورت مجوز صلاحدید حکومت، درخواست خود را ارائه دهند.
تصاحب خودخواسته
زن خارجی که با مرد مالزیایی ازدواج کرده باشد، بعد از دست‌کم دو سال زندگی در کشور در جهت سکونت دائم در مالزی، می‌توانند تقاضای شهرندی خود را ثبت کنند. تمام اتباع خارجی دیگر (از قبیل مردانی که زن مالزیایی به همسری اختیار کرده‌اند ولی شهروند مالزی نیستند) می‌توانند دست‌کم بعد از ۱۰ سال اقامت در کشور، که ۱۲ ماه از این مدت قبل از درخواست باید اقامت دائم در کشور بوده باشد، می‌توانند بر اساس اعطای تابعیت شهروند مالزی محسوب گردند. متقاضیان باید قصد اقامت دائم در مالزی داشته باشند و مهارت خود در زبان مالایی را نشان دهند. هر فردی که بر اساس اعطای تابعیت یا ثبت درخواست، شهروندی مالزی را بدست‌آورد باید از تابعیت قبلی خود چشم پوشی کند.
مجوزهای اعطای تابعیت یا ثبت درخواست بر اساس صلاحدید حکومت داده می‌شود. درخواست‌ها، اغلب بدون اینکه هیچ دلیلی برای آن بیان شود رد می‌شود و هیچ پروسه ای برای فرجام خواهی در مورد این تصمیم وجود ندارد. از تعداد ۴۰۲۹ درخواست شهروندی که بین سال‌های ۲۰۰۰ و ۲۰۰۹ وجود داشت، تنها ۱۸۰۶ درخواست مورد قبول واقع شد.
مالزی جزو ۲۵ کشوری قرار دارد که ذیل قانون شهروندی کشور، حق برابر برای پدران و مادران قائل نیست. در ماه سپتامبر ۲۰۲۱، یک رأی تاریخی توسط دادگاه عالی کوالالامپور صادر شد که مادران مالزیایی شهروندی خود را به کودکانی که در خارج از کشور به دنیا می‌آورند منتقل می‌کنند- این امتیازی بود که تا قبل از آن تنها در اختیار پدران مالزیایی قرار داشت. این تغییر باعث تسهیل در اقامت، آموزش و مراقبت‌های سلامتی خانواده‌ها می‌شود. این رأی توسط فعالان حقوق بشر به عنوان گامی بزرگ در جهت برابری جنسیتی مورد استقبال قرار گرفت. روز ۱۷ فوریه ۲۰۲۳، کابینه انور ابراهیم تأیید کرد که قانون اساسی مالزی به نحوی اصلاح خواهد شد تا کودکان متولد شده در خارج از کشور از مادران مالزیایی که با اتباع خارج ازدواج کرده‌اند، به‌طور خوردکار شهروند مالزی محسوب گردند. انتظار بر این است که تدوین و اصلاح قانون اساسی در سال ۲۰۲۳ ارائه شود.
چشم‌پوشی و سلب شهروندی
شهروندی مالزی را می‌توان با یک اظهارنامه انصراف، ترک کرد. مالزیایی‌هایی که خودخواسته تابعیت خارجی دیگری را اختیار می‌کنند یا بیش از ۵ سال در کشور خارجی اقامت داشته‌اند و سالانه در دفاتر سیاسی و سفارتخانه‌های مالزی در خارج از کشور برای حفظ حق شهروندی خود، ثبت نام نکرده‌اند (به جز کارمندان سازمان خدمات کشوری) به‌طور خودکار شهروندی آنها باطل می‌شود. افرادی که از طریق تابعیت شهروند محسوب شده‌اند ممکن است به علت: ارتکاب عمل بی‌وفایی به حکومت، همدستی با مردم دشمنی که با مالزی در جنگ است، محکومیت به بیش از ۱۲ ماه حبس در هر حوزهٔ قضایی، انجام خدمت تحت هر عنوان برای یک دولت خارجی یا جریمه‌ای بالغ بر ۵٬۰۰۰ رینگیت بابت تخلف و قانون‌شکنی طی پنج سال پس از اخذ شهروندی، ممکن است شهروندی از آنها سلب گردد.